# Duisburg
Duisburg je průmyslové a přístavní město v Německu ve spolkové zemi Severní Porýní-Vestfálsko v západním Porúří při ústí Ruhru do Rýna. 
Žije zde přibližně 504 tisíc obyvatel. Jde o patnácté nejlidnatější město Německa a páté největší v Severním Porýní-Vestfálsku. 

## Městské části
Od prvního ledna 1975 je město rozděleno na sedm městských okresů (Stadtbezirke), uvedeny jsou od severu k jihu:
- Walsum (51 528 obyvatel)
- Hamborn (71 528)
- Meiderich/Beeck (73 881)
- Homberg/Ruhrort/Baerl (41 153)
- Duisburg-Mitte (centrum) (105 961)
- Rheinhausen (77 933)
- Duisburg-Süd (73 321)

## Historie

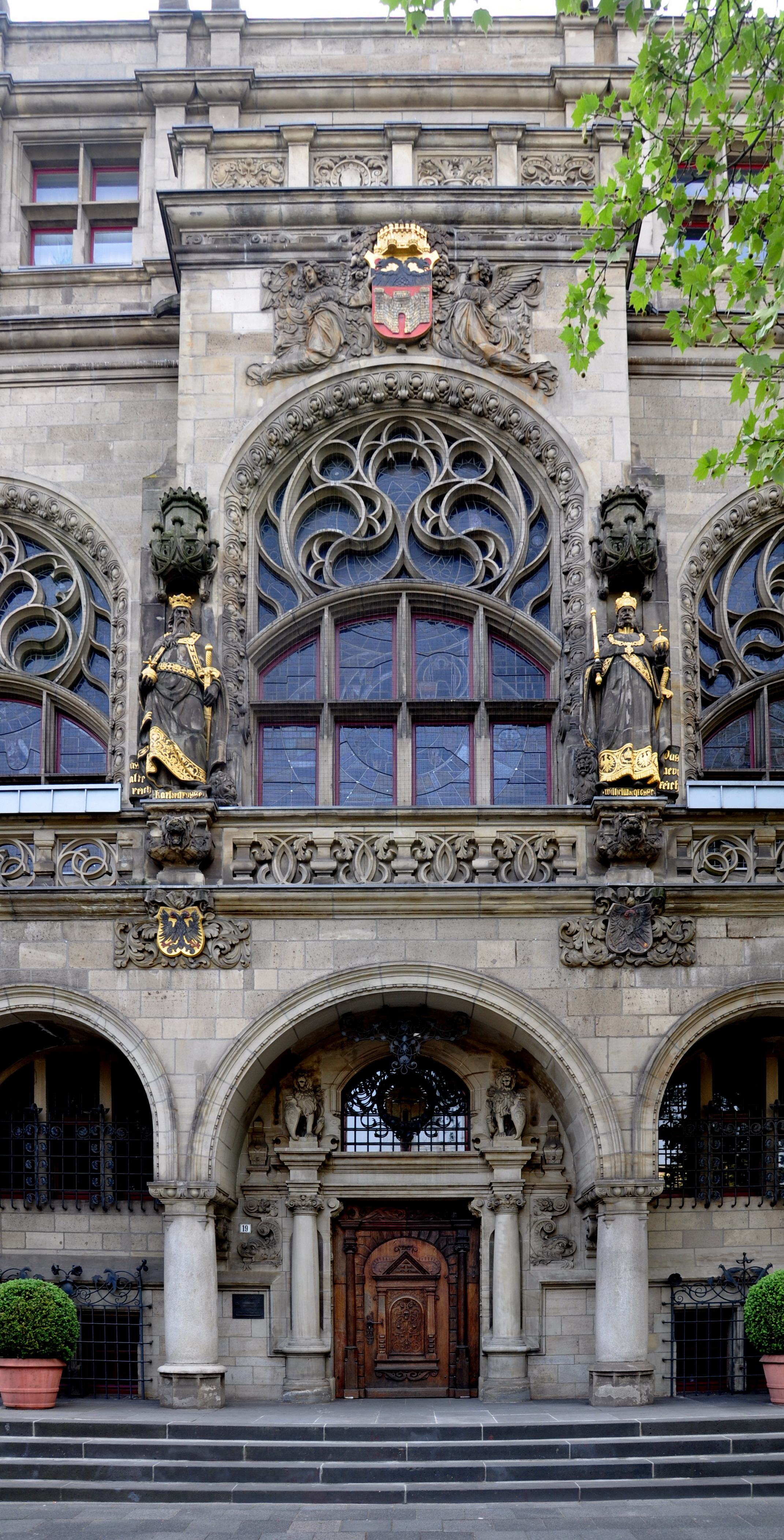
Průčelí radnice s městským znakem a sochami císařů Karla Velikého a Viléma I.

Podle legendy zapsané Johannem Aventinem (1525) byl Duisburg založen 2 500 let před naším letopočtem. Archeologickými nálezy je doloženo souvislé osídlení od doby římské. V roce 420 toto římské město vyvrátili Frankové. Kolem roku bylo součástí říše Karla Velikého, ale v roce 830 je dobyli Normané. V otonské době bylo město obnoveno a roku 1120 bylo obehnáno městskou hradbou. V roce 1279 potvrdil král Lothar III. jeho městská práva. 
V roce 1290 se  Duisburg stal součástí území vévodství Cleves. Roku 1445 byl zmařen útok kolínského arcibiskupa a kurfiřta  Dietricha II z Moersu a město zůstalo nezávislé. Roku 1566 vytvořil kartograf Johannes Corputius přesný plán města, jako první z německých měst. V letech 1666-1918 byl Duisburg připojen k Prusku.
Pro svou průmyslovou oblast byl Duisburg za druhé světové války ve třech etapách v letech 1941, 1943 a 1944 vybombardován celkem 299 tzv. kobercovými nálety. nejen industriální zóna, ale i historické město bylo z 80 % obytných budov zničeno nebo poškozeno. Téměř celé město bylo po roce 1960 přestavěno, jen tři historické památky byly rekonstruovány.

## Ekonomika
Průmysl zde od 19. století byl součástí oblasti Porúří-Porýní. Nejvíce je zastoupen průmysl ocelářský, koksárenský, železářský, strojírenský, loďařský, chemický, textilní a stavebních hmot. Od poloviny 60. let 20. století ocelářský a těžební průmysl upadal a způsobil významnou ztrátu obyvatel. Zatímco v roce 1975 žilo v Duisburgu přibližně 590 000 lidí, v roce 1985 se počet snížil na 518 000. Od 80. let byly stržené průmyslové zóny postupně revitalizovány a vysazeny patky.

## Doprava
Duisburg je důležitou dopravní křižovatkou. Má největší říční přístav na světě.

## Památky
- Radnice - novogotická stavba, rekonstruována po roce 1960
- Mercatorova kašna, novogotická stavba před radnicí, se sochou kartografa Mercatora
- Opatství premonstrátů v Alt Hambornu založeno roku 1136, dobře se dochoval románský ambit s kašnou, kostel sv. Jana Křtitele byl založen v 9. století, přestavěn na románskou cihlovou baziliku, z větší části obnoven po roce 1960
- Část městských hradeb, dostavěná z ruin po druhé světové válce

## Kultura a školství
- Divadlo, klasicistní budova, zcela přestavěná po druhé světové válce, sídlo filharmonie a jedno ze sídel Porýnské opery
- Univerzita - památná Gerhard-Mercator-Universität Duisburg, založená v roce 1565, byla v roce 2003 sloučena s vysokou školou v Essenu a nese nyní název Universität Duisburg-Essen.

## Partnerská města
- Calais, Francie
- Portsmouth, Spojené království
- Greenock, Skotsko
- Vilnius, Litva
- Wu-chan, Čína
- Gaziantep, Turecko
- Perm, Rusko
- San Pedro Sula, Honduras
- Lomé, Togo

## Slavní rodáci
- Wilhelm Lehmbruck (1881–1919), německý expresionistický sochař a grafik[2]
- Ramin Djawadi (* 1974), německo-íránský hudební skladatel, autor filmové hudby[3]
- André Lotterer (* 1981),  německo-belgický automobilový závodník[4]

## Osobnosti spojené s městem
- Gerardus Mercator (1512–1594), vlámský kartograf, vynálezce Mercatorovy projekce
- August Thyssen (1842–1926), duisburský průmyslník
- Josef Capoušek (1946–2025), trenér kanoistiky českého původu

## Galerie

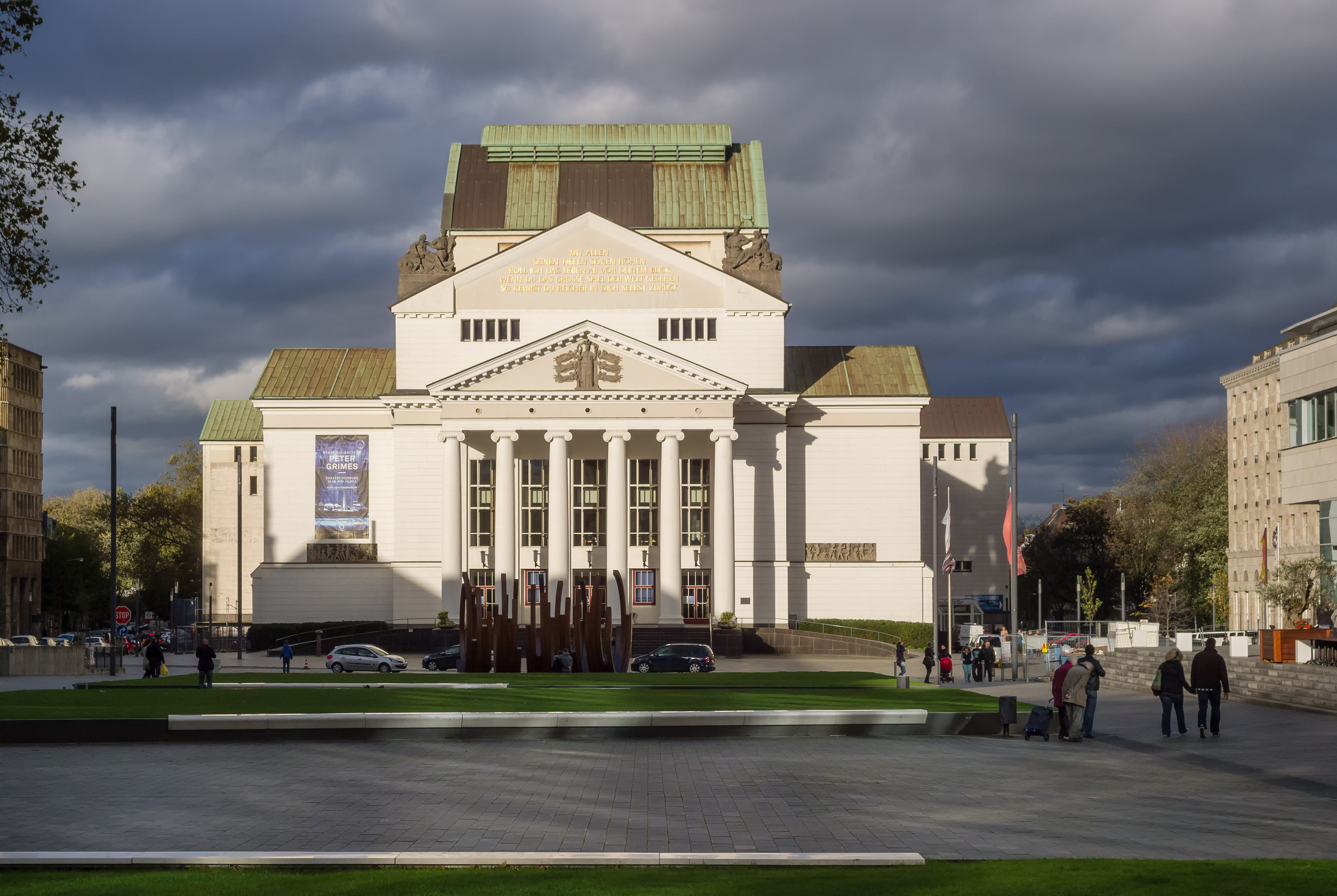
Divadlo
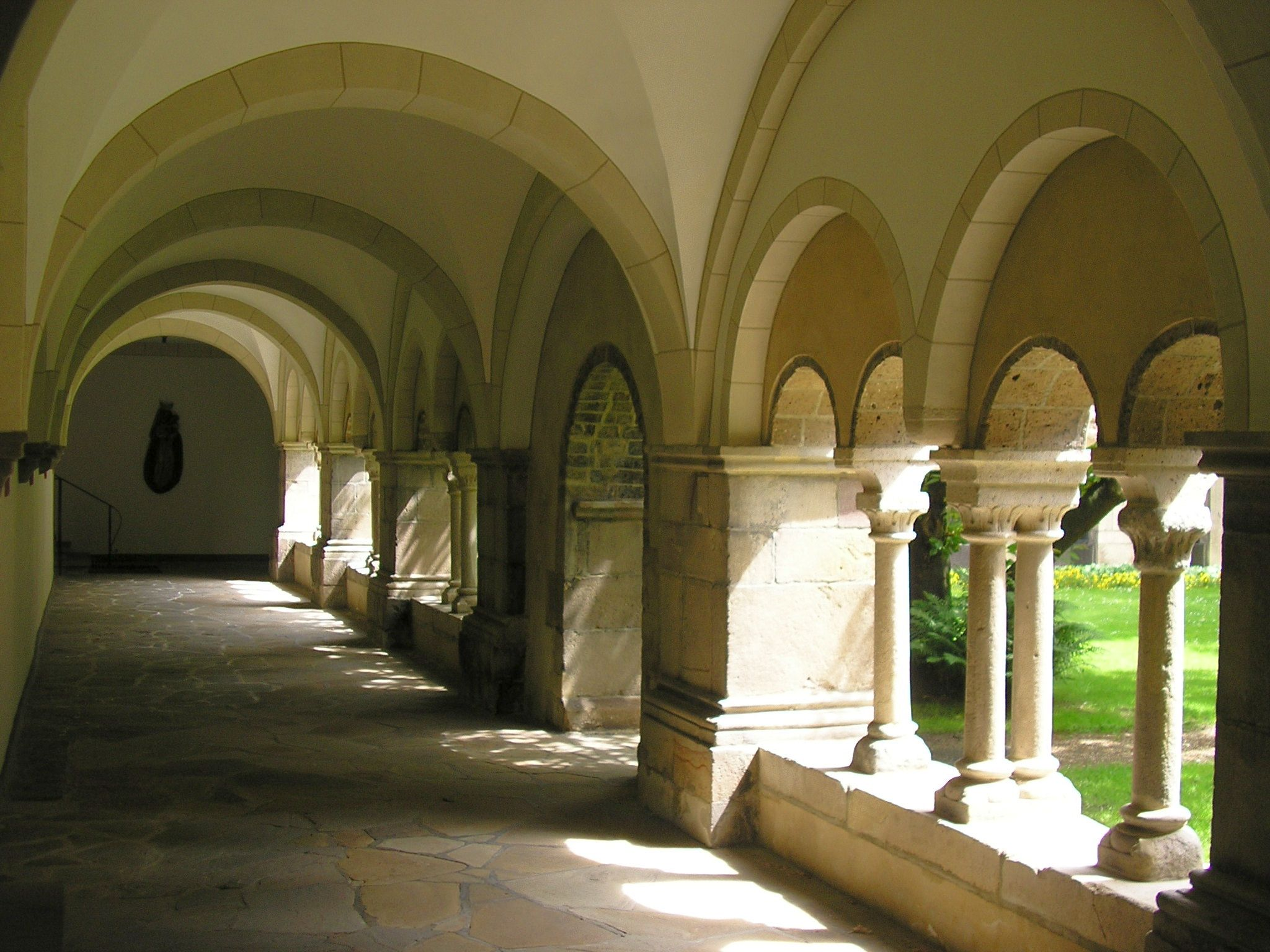
Ambit opatství sv. Jana
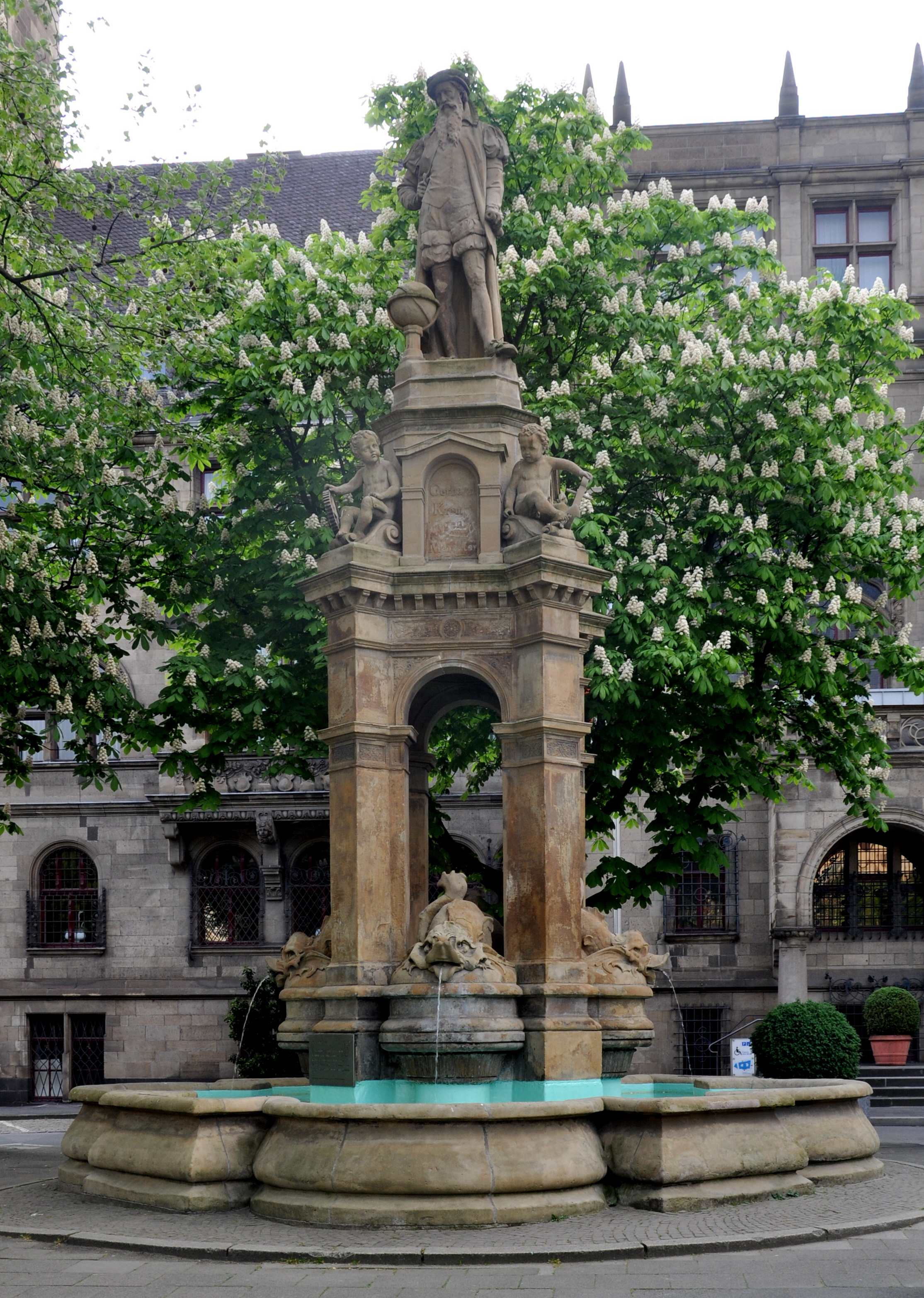
Mercatorova kašna
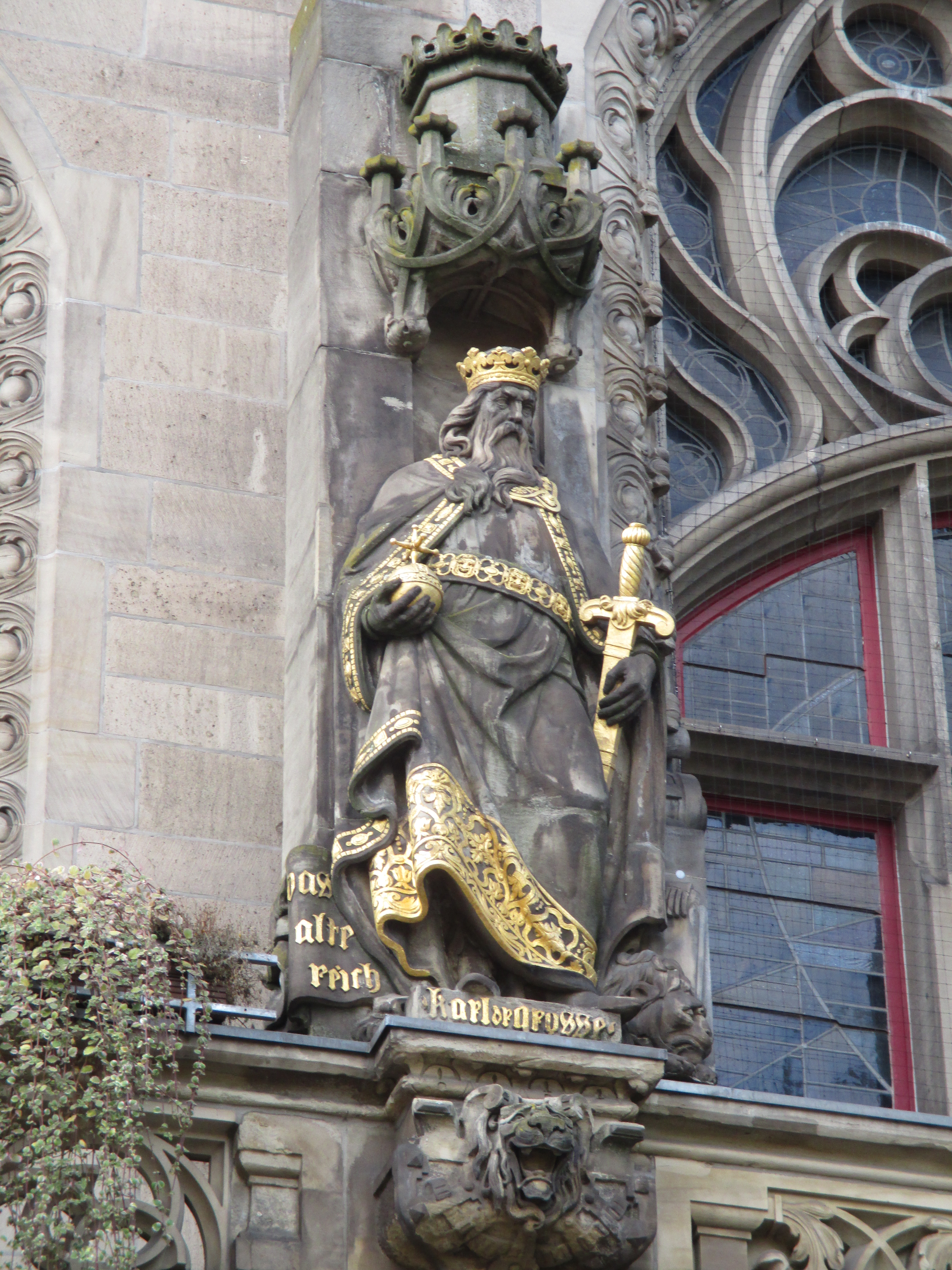
Socha Karla Velikého z radnice
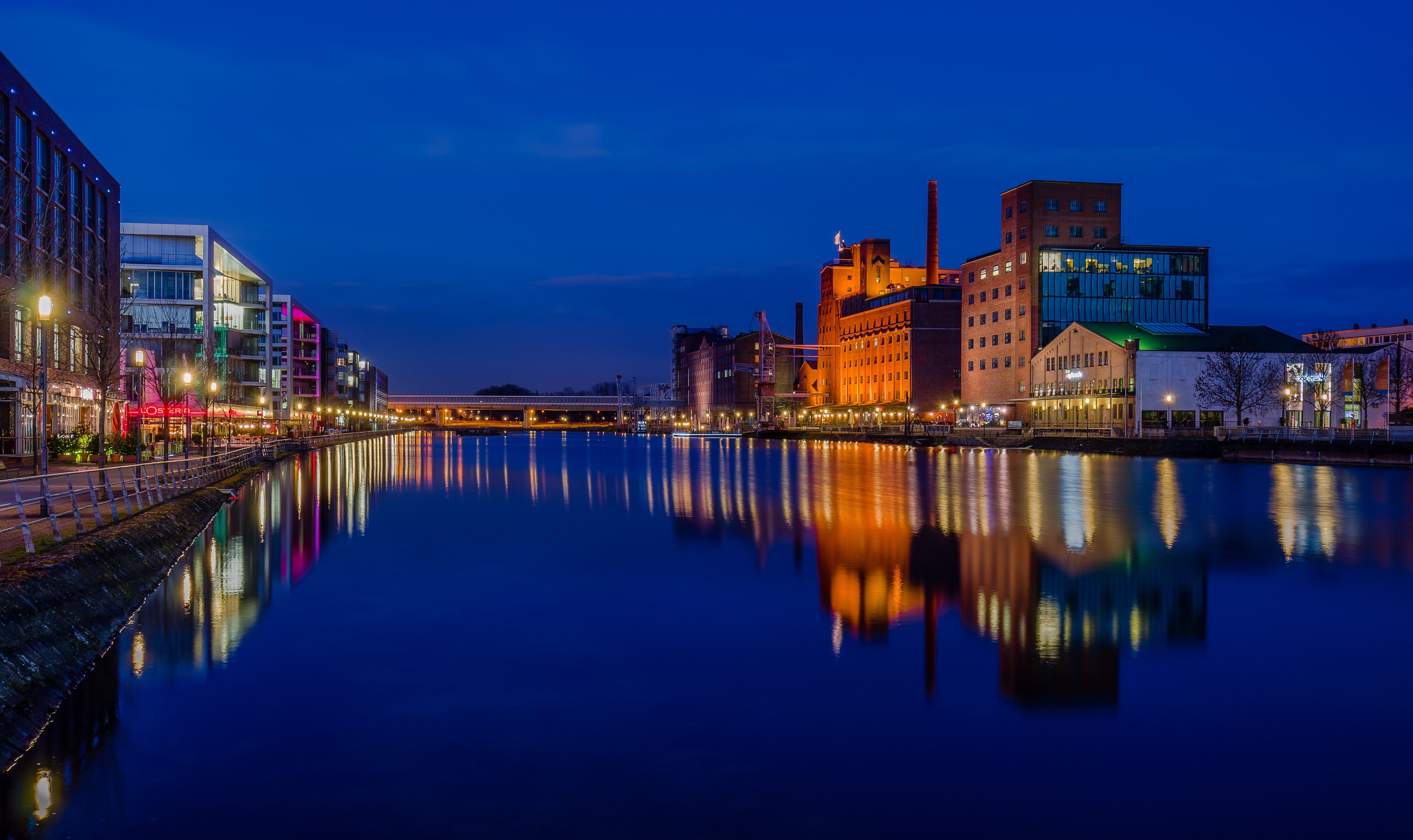
Stará část přístavu
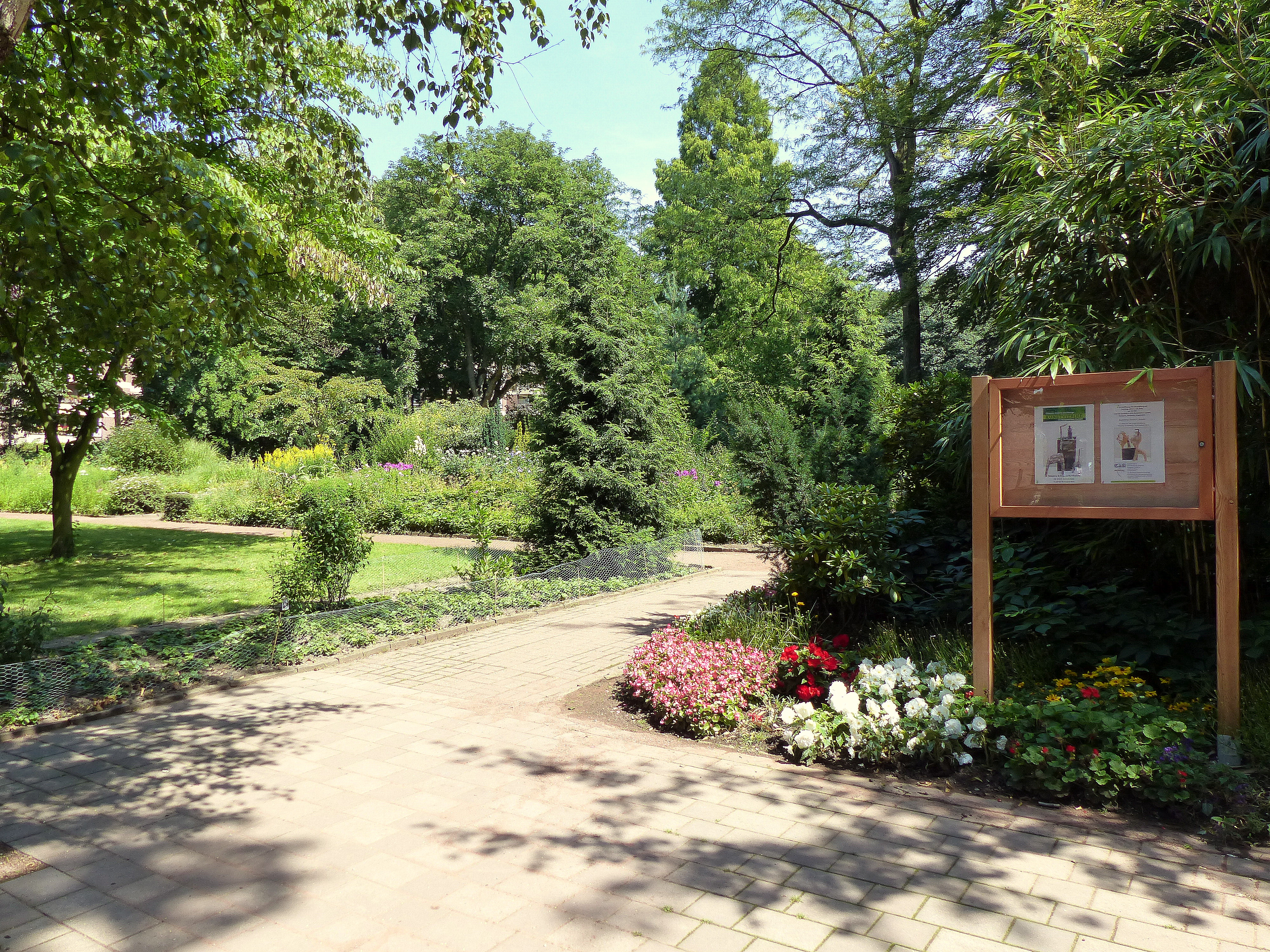
Botanická zahrada Kaiserberg